# 安東連直
安東 連直（永祿10年(1567年) - 慶長13年1月20日(1608年)）戰國時代後期、安土桃山時代的武將。助四郎、通稱內藏頭、彥右衛門、初名為常直。祖父為「立花四天王」之一的安東家忠，父為安東連實(安東善內兵衛)。立花家母衣武者。妻為小野鎮幸之女、立花鎮實之女。家紋為笹丸內飛雙雀。

## 生平

### 出自
安東氏始祖為大職冠鐮足之後裔，自鎌倉時代領有伊豆國安東莊並於治承4年(1180年)侍奉源賴朝的一將・安藤伊賀守吉庵入道藤原秀幸，於關東作戰有戰功而受賜東字改稱安東氏。後於建久7年(1196年)，賴朝家臣大友能直被派往九州時受命隨之前往移動至九州豐後井田鄉中野(此地因此改名安東村)的一支分支，代代侍奉大友家，領有一城。到戰國時代，安東四郎連末仕於大友家一門望族戶次家為家老職。安東家伴隨主君立花道雪(戶次道雪)於大友軍陣中四處征戰，於大友、戶次、立花家多數主要戰役中可見安東姓的武士被記錄在參戰、陣亡侍帳，或者戰功獎狀上。
豐後安東家粗略分為二大支流，安東連末之子・安東家忠因為迎娶主君戶次鑑連（立花道雪）之姊，而成為道雪最重用的一支主流譜代眾。家忠的名字是道雪之父戶次親家所賜，而紀伊介的官名則為道雪官稱紀伊守時所賜，並且受賜笹丸內飛雙雀的家紋；後道雪剃髮時又受賜“雪”字、取法號「雪窓」，並拜領12把「盛高槍」（後其孫連直於「關原之戰」後持至肥後，其死後發生火災，今剩餘一把）。
永祿10年（1567年）7月7日，安東家忠長男安東連實，隨主君道雪參加討伐高橋鑑種，於筑前寶滿山・九峰戰死。

### 早期經歷
連直之父連實戰死時，連直成了遺腹子還未出生。後來道雪將其置於身邊養育，成為近習，元服後取名常直，後從道雪受賜了"連"字改名連直。
元龜2年（1571年）5月，道雪奉大友宗麟之命轉封筑前立花山城形式上繼承立花氏，十時、由布、高野、森下、堀等戶次家於豐後時代的家臣皆多以家族庶流跟隨至筑前，擁有二大支流的豐後安東家亦同。連直祖父家忠、三叔安東連忠率先跟隨前往筑前，連直則作為嫡流留在豐後侍奉繼承戶次氏的戶次鎮連；因尚年幼，其二叔安東連善作為後見役輔佐連直。
後來身在筑前的祖父家忠隱居，道雪又從豐後藤北招來連直，並讓其三叔連忠作為家老來輔佐年幼的連直，連直亦受任家老，拜領福滿上十三處領地俸祿1千石。
天正9年（1581年）11月12日，立花山城東北方的宗教豪族宗像氏貞，其部分家臣不滿早先將部分領地作為色姬的嫁妝給了立花，趁立花軍一面出戰秋月軍（潤野原之戰），一面以由布惟信、薦野增時、小野鎮幸、立花鎮實、內田鎮家、足立連安、十時連秀、安東連忠等立花家臣8百兵前往運輸兵糧不足的筑前東南邊境的鷹取城時，聯合秋月軍於13日半路偷襲（小金原之戰，立花家稱清水原之戰），此戰中立花家諸將各別討取眾多敵方將領，初次上陣的連直亦與叔父連忠個別取得敵將首級。此戰最後在由布、小野、薦野、內田、十時等立花家臣以背日光於高處下山衝陣等兵法上正確的判斷，宗像方大敗，將領吉田貞辰、石松秀兼等人皆被討取殆盡，此戰形同宗像氏貞的背叛而觸怒了道雪，兩家之間的同盟因此破裂。
天正12年（1584年）8月跟隨主君道雪參加筑後遠征，天正13年（1585年）9月11日，因主君道雪於筑後遠征中病逝，連直的祖父家忠也於3年前去世，因此連直正式繼承安東家督之位，仕奉繼承道雪的立花宗茂為其中一位重臣，隨軍四處參戰受領戰功感狀數張。同年11月立花山城發生火災，父祖的戰功感狀多數燒毀。

### 立花氏家老
天正15年（1587年），經過豐臣秀吉發動之「九州征伐」後，立花家因功受領筑後柳川成為大名。同年6月15日，連直作為立花家家老兼母衣武者領有1千石俸祿並配有與力眾7人。
同年9月下旬參加肥後國人一揆鎮壓、文祿元年~慶長3年（1592~1598年）做為立花家32槍柱與力頭之一跟隨立花家參與由豐臣秀吉發動的「朝鮮戰役」、慶長5年(1600年)關原之戰時期攻打反叛至東軍的京極高次之大津城之戰、對抗鍋島直茂、鍋島勝茂父子入侵柳川的江上八院之戰等皆立有戰功受賜感狀。

### 改仕加藤家
慶長5年(1600年)10月24日，江上八院之戰停戰期間，受主君宗茂選為前往加藤清正陣中進行談判協議的10名家臣之一，傳聞此時連直持長槍(其祖父安東家忠從道雪處所得之盛高槍)豎立起來；此10名立花家臣被譽為一騎當千之士，威風堂堂的進入加藤清正陣營中。
之後因為立花家被改易，連直轉仕加藤清正，受任成為佐敷、水俣兩城城代，負責監視薩摩島津家，並配有與力20人及鐵砲4百挺的使用權。慶長13年(1608年)1月20日病逝，患病中得到清正同意令婿養子安東親清繼任安東家。

### 後代受賜立花姓
元和6年（1620年），立花家回歸柳川大名後，連直之婿養子安東親清從加藤家回歸，擔任番頭兼總奉行的職務，領有5百石俸祿，子孫代代承襲這樣的職位。
而親清之子安東省菴（助四郎）因其少年才氣被宗茂發堀，往後成為柳川立花藩的傳奇人物，也是九州甚至全日本而言出色的儒學家，被稱為「西海之巨儒」使安東家家名更盛，至後代安東政全，於元祿年間(1688~1704年)被允許姓立花。

## 人物逸聞

### 武勇傳
文祿元年(1592年)，連直隨主君宗茂出戰朝鮮，於某次戰鬥中識破了一位變裝成農民打算逃走的敵將，連直揮刀將其人連帶其背負的鍬器一刀兩斷，事後此刀因此被稱為「鍬切」。此刀為安東家祖先・安東右衛門四郎滿宗(三宗)傳來之寶刀，為仁王三郎清綱所作，長二尺五分；安東連忠於清水原之戰時曾以此刀斬殺敵將大和與市郎，之後傳給連直。由於此刀為安東家歷代創下許多戰功，直至現今仍受到遵崇，保存於安東家後代家中。

### 廉直之士
慶長2年(1597年)，立花家老小野鎮幸曾經被傳聞做了收受賄賂的勾當，連直認為鎮幸作為立花家的柱石重臣在戰場上雖是不可或缺，但平時若是如此卑劣之人不僅身為同僚面目無光，亦有損主家威信，於是連直帶頭和其他立花重臣由布惟信、十時連貞一同前往鎮幸住所詢問事由，剛好此時傳來了要再次出征朝鮮的訊息，因此眾人改為先趕至城中同主君宗茂商議。此時由於軍費不足使眾人大傷腦筋，於是鎮幸當下就將多年私人蓄財全數投入用作軍費，令立花家得以迅速整備出兵。
事後連直向鎮幸說道:「雖然在下對鎮幸殿下於戰場上的遠謀與智勇甚是敬佩，但也輕蔑您平時如守財奴一般的行為。而這是由於在下秉持著若非作戰一概不受取任何財物的清廉宗旨，因此在下家中沒有任何一點餘財。然而此次了解到鎮幸殿下平時收受賄絡，是由於考慮到萬一國家危急、急需出兵之時的準備，此等深謀遠慮，在下除了敬服之外無話可說。在下過往對鎮幸殿下有所非難，現在真是為自身的目光短淺感到羞恥。」
鎮幸接受了連直的道歉，而連直這般赤誠坦白且清廉的處世之道，亦被眾人認為是廉直之士。
- 駐軍朝鮮期間，曾將某朝鮮官員13歲的子嗣召為家臣[38]。